# Chogha Zanbil
Chogha Zanbill of Tchogha Zanbil is een archeologische plaats in Iran. Het is gelegen nabij de stad Susa in de provincie Khoezistan. Chogha in Bakhtiari betekent heuvel. Tijdens de Midden-Elamitische periode heette de stad naar zijn bouwer Al-Untash-Napirisha, tijdens de Nieuw-Elamitische periode Dur-Untash.
De ruïnes zijn van de heilige stad van het koninkrijk Elam. De stad werd in 1250 v.Chr. gebouwd in opdracht van de toenmalige koning Untash-Napirisha, vooral ter ere van de god Inshushinak. De bouw werd na de dood van de koning gestaakt maar bleef wel bewoond tot de verovering door Assurbanipal 700 jaar later.
De plek is na de Eerste Wereldoorlog ontdekt, toen geologen er met vliegtuigen overheen vlogen, op zoek naar olie. De vorm van de heuvel en de kringen eromheen gaven de indruk dat er in een verleden een stad geweest was. Dit bleek bij opgravingen correct te zijn.
Door de UNESCO is deze locatie in 1979 tot werelderfgoed verklaard.